# Diego Ferrín
Diego Javier Ferrín Valencia (Quinindé, 21 marzo 1988) è un altista ecuadoriano, vincitore nel 2011 dei Campionati sudamericani di atletica leggera e della medaglia d'argento ai XVI Giochi panamericani.

## Biografia
Prima di trovare la sua dimensione nel salto in alto, si era cimentato in gioventù in diverse discipline, tra cui la velocità e il salto in lungo, con discreti risultati e misure, comunque non paragonabili a quelle che poi ha ottenuto successivamente nel salto in alto. Nel 2011 ha stabilito più volte il record ecuadoriano, fissandolo ai Giochi panamericani di Guadalajara a 2,30 metri, battuto solo dal bahamense Donald Thomas.
Poco prima dei giochi panamericani, ai mondiali di atletica di Taegu non era andato oltre i 2,21 metri, non riuscendo a qualificarsi per la finale.

## Palmarès
| Anno | Manifestazione             | Sede         | Evento        | Risultato | Prestazione | Note                                     |
| ---- | -------------------------- | ------------ | ------------- | --------- | ----------- | ---------------------------------------- |
| 2009 | Campionati sudamericani    | Lima         | Salto in alto | Bronzo    | 2,10 m      |                                          |
| 2010 | Giochi sudamericani        | Medellín     | Salto in alto | Oro       | 2,18 m      |                                          |
| 2010 | Campionati ibero-americani | San Fernando | Salto in alto | 8º        | 2,12 m      |                                          |
| 2011 | Campionati sudamericani    | Buenos Aires | Salto in alto | Oro       | 2,23 m      |                                          |
| 2011 | Mondiali                   | Taegu        | Salto in alto | 23º (q)   | 2,21 m      |                                          |
| 2011 | Giochi panamericani        | Guadalajara  | Salto in alto | Argento   | 2,30 m      | Record nazionale                         |
| 2012 | Mondiali indoor            | Istanbul     | Salto in alto | 19º (q)   | 2,22 m      | Miglior prestazione personale stagionale |
| 2012 | Giochi olimpici            | Londra       | Salto in alto | 21º (q)   | 2,21 m      |                                          |
| 2013 | Campionati sudamericani    | Cartagena    | Salto in alto | 6º        | 2,16 m      |                                          |
| 2013 | Mondiali                   | Mosca        | Salto in alto | 25º (q)   | 2,17 m      |                                          |
| 2015 | Campionati sudamericani    | Lima         | Salto in alto | nm        | nm          |                                          |